# 마라도

마라도 전도의 모형

마라도(馬羅島)는 대한민국의 최남단에 있는 섬으로, 행정구역상 제주특별자치도 서귀포시 대정읍 마라리에 속해 있다. 현재 문화재청 마라도 천연보호구역으로 지정되어 있다.
제주도의 모슬포항으로부터 남쪽으로 11 km 떨어진 마라도는 남해에 위치하며, 면적이 0.3 km2인 타원형의 섬으로, 인구는 2014년 9월 하순을 기준으로 139명이다. 주변 일대는 천연기념물 제423호로 지정되어 보호하고 있다.
마라도는 가파도와 같이 대정읍에 속하고 있다. 1981년 4월 1일 가파리에서 행정리(마라리)가 분리되었지만, 법정리는 여전히 대정읍 가파리에 속한다. 본래는 울창한 원시림이 덮여 있는 무인도였으나, 1883년(고종 20년)에 모슬포에 거주하던 김(金)·나(羅)·한(韓)씨 등 영세 농어민 4 ~ 5세대가 당시 제주목사 심현택으로부터 개간 허가를 얻어 화전을 시작하여 삼림이 전부 불에 타서 사라졌다고 전해지고 있다.

## 형성
마라도는 제주특별자치도 서귀포시 대정읍 마라리에 속하는 대한민국 최남단의 섬으로, 대정읍 모슬포항에서 남쪽으로 11km, 가파도에서 남쪽으로 5.5km 떨어진 해상에 있다. 동경 126°16′, 북위 33°06′에 위치하며 면적은 0.3km2, 해안선길이 4.2km, 최고점 39m다. 마라도는 바다 속에서 독립적으로 화산이 분화하여 이루어진 섬으로 추정되나, 분화구는 볼 수 없다.
북쪽에서 본 마라도는 등대가 있는 부분이 높고 전체적으로 평탄한 지형을 이루고 있다. 중심부에는 작은 구릉이 있고 섬 전체가 완만한 경사를 가진 넓은 초원을 이루고 있다.
섬의 돌출부를 제외한 전 해안은 새까만 현무암으로 이루어져 있다. 해안선은 대부분 해식애를 이루고 있는데, 북서해안과 동해안 및 남해안은 높이 20m의 절벽으로 되어 있으며 파도 침식에 의하여 생긴 해식동굴이 발견된다.
육상식물은 모두 사라지고 경작지나 초지로 변했으며, 섬의 중앙부에 해송이 심어진 숲이 있다. 그러나 해양식물은 매우 풍부하여, 해조류의 경우 난대성 해조류가 잘 보존되어 제주도나 육지 연안과는 매우 다른 식생을 나타내고 있다. 녹조류·갈조류·홍조류 등 총 72종이 자라고 있는 것으로 밝혀져 있고, 해양동물의 경우 해면동물 6종·이매패류 8종·갑각류 4종 등의 한국 미기록종이 발견되었다.
마라도는 두께가 얇은 복합용암류(compound flow)로 흘러 겹겹이 쌓인 현무암으로 되어 있다. 이러한 흐름은 파호이호이 용암의 특징 가운데 하나로, 파호이호이 용암은 굳은 표면을 부풀리면서 흐르게 되는데, 이 결과 용암이 만든 겉모양이 고래등 모양이다.
선착장 부근에서 용암류의 단면을 볼 수 있고, 이곳에서 한 용암류의 윗부분이 고래등어리처럼 부풀어 있는 것을 볼 수 있고, 곳에 따라서는 용암류 내부가 비어 있는 용암관을 관찰할 수 있다.

## 관광 및 생활상
마라도는 산이수동항(송악산항)에서 마라도 가는 여객선이라는 선박을 탑승하고 가거나 운진항(모슬포 남항)에서 가파도를 거쳐가는 배를 타면 입도가 가능하다. 마라도는 짜장면이 유명하며, 중국요리점이 많은 편이다. 또한 대한민국 국토 최남단 표지석이 자리 잡고 있으며 마라도 등대도 자리 잡고 있다. 마라도는 소규모의 섬이지만 절과 성당 등 종교시설이 자리 잡고 있으며 민박과 가게도 있다. 교육시설은 가파초등학교 마라분교가 있다. 하수처리장도 있다. 마라도는 바람이 매우 강한 편이어서 겨울에는 따뜻하게 입는 것이 필수적이다. 이곳에는 한반도 최남단 편의점이 위치한다.

## 지명 유래
마라도는 제주특별자치도 서귀포시 대정읍 해안에 있는 섬이다. 대한민국 최남단에 위치한 섬으로 모슬포항과는 11km 정도 떨어져 있다. 섬 안에 34m의 작은 구릉이 있을 뿐 대부분 저평하다. 해안은 암석해안이 한부분이며, 곳곳에 깎아 세운 듯한 해식애와 해식동굴이 많다.
『신증동국여지승람』(대정)에는 '마라도(麽羅島)'라 했다. 『탐라지』(대정)에는 '마라도(摩蘿島)'라 했는데, 둘레는 5리가 된다고 했다. 『탐라순력도』(한라장촉), 『영주산대총도』 등에는 '마라도(摩蘿島)', 『제주삼읍도총지도』에 '마라도(麻羅島)', 『제주삼읍전도』에 '마라도(摩羅島)', 『대동여지도』에 '마라(摩羅)' 등으로 표기했다. '마래섬'의 마래의 의미는 확실치 않으나 관(冠)의 뜻을 지닌 만주어 차용어 '마흐래'와 유사하다는 설이 있다.
제주도 서귀포시 표선면 토산리에는 당이 두 개 있는데 위쪽에 있는 것이 웃당, 즉 일렛당이고, 아래쪽에 있는 것이 알당, 즉 여드레당이다. 일뤠또라는 말에서 ‘일뤠’는 ‘7(七)’의 방언이며, ‘또’는 ‘신’을 뜻한다. ‘일렛당’은 그 제일(祭日)이 매월 7·17·27일인 데서 유래된 것이며, ‘여드레당’은 그 제일이 매월 8·18·28일인 데서 명명된 것이다. 웃당의 일뤠또는 일레또, 일렛도, 일레한집, 일레할망 등으로 불린다. 서당이라는 당명을 따서 서당할망 또는 서당팟, 서당일뤠, 서당일뢰라 부르기도 한다. 특히 마라도를 대정 마으렛섬으로 부르고 있는데 주목할 필요가 있다.
그러나 천지왕은 천잣도, 금백조는 백줏도, 대별상은 마누랏도, 영등대왕은 마으렛도, 생불왕은 삼싱또 등 지고한 신들을 받드는 이름에는 어김없이 ‘도’가 붙는데 '마으렛'은 '영등' 즉, 제주에 봄바람을 불어 보내주는 신으로 제주 사람들은 영등대왕이라고 부르며, 영등이 죽은 음력 2월 1일부터 15일까지 보름동안 영등대왕의 은공을 기려 영등굿을 지내게 됐고 제주사람들은 '마라도'를 '영등이 살고 있는 섬'으로 믿어왔던 것으로 보인다. 이와 관련하여 『제주도무속자료사전』에 설화의 내용을 중심으로 내려오는 줄거리를 요약하면 다음과 같다.
웃손(송)당 금백주와 알손(송)당의 소로소천국 사이에서 낳은 일곱째 아들(『제주도무가본풀이사전』에는 일곱째 아들이란 말은 없고, 그 이름이 바람웃또(바람운님)로 나온다)이 부모에게 불효한 죄로 무쇠석함에 넣어져 동해에 버려진다. 상자가 떠다니다가 동해용왕국의 무우나무(산호수) 상가지에 걸린다. 용왕이 큰딸에게 나가 보고 오라 하니 아무것도 없다 고 말했고 둘째 딸도 역시 마찬가지였다. 막내딸에게 나가보라 하니 이 딸은 “웬일로 무우나무 상가지에 무쇠석함이 걸려 있다”고 한다. 용왕이 큰딸에게 가서 내리라 하니 큰딸은 내리지 못했고 둘째딸도 역시 내리지 못했다. 결국 막내딸이 이를 내렸다.
용왕이 다시 큰딸에게 상자를 열어보라 하자 역시 큰딸과 둘째 딸은 열지 못했다. 그러나 막내딸이 열려고 하니 수많은 자물쇠청이 있는 자물쇠가 저절로 열렸다. 상자 안에는 한 옥동자가 있어 귀신인가 생인인가를 물으니, 자기는 알손당 소로소천국 일곱째 아들로 대국천자나라에서 변란이 났다 하여 그것을 막고 오는 길이라 하였다. 용왕이 그에게 큰딸 방으로 들라 하니 거들떠보지도 않았다.
둘째 딸에게도 역시 마찬가지였다. 막내딸 방으로 들라 하니 그는 서른여덟 잇바디를 크게 벌려 웃으며 들어갔다.일곱째 아들이 용왕의 사위가 되어 식사를 하는데 하도 많이 먹어 용왕국의 창고가 비자 용왕은 막내딸을 불러 “너로 하여금 생긴 시름이니 빨리 남편을 따라서 알손당으로 가라”고 하였다. 막내딸이 남편과 함께 알손당으로 오니 느진덕정하님(하녀)이 그의 상전에게 죽으라고 버린 아기가 살아 돌아온다고 알렸다.
아버지는 이를 듣고 놀라 달아나다 정쌀에 눈이 걸려 죽고 어머니는 눈에 콩깍지가 들어 비틀거렸으나 며느리가 용왕국에서 청푼체(부채)를 가져다 부쳐주니 눈앓이가 나았다. 어머니는 며느리를 보고 재주가 좋다고 하며 토산의 메뚜기마루에서 마흔여덟 상단골을 맺어 살라 하였다. 남편은 오백장군 말잣딸아기를 첩으로 들여놓고 영주산을 오르내리며 살았는데 임신한 용왕의 막내딸이 아무리 기다려도 남편이 오지 않자 그를 만나고자 한라 영주산 콩불릴목을 지나 교래리 송당으로 올라온다.
큰부인이 가는 도중에 난데없이 목이 말라 돼지 발자국에 괸 물을 빨아먹다가 돼지털이 코를 찔러 이를 불에 태우니, 돼지고기를 먹은 듯 그을음 냄새가 났다. 부인은 남편을 만나지 못하고 집으로 돌아왔고 나중에 남편은 부인을 보고 어쩐 일로 난데없이 부정이 많다 하며 그녀를 마으렛섬(마라도)으로 귀양 보낸다. 오백장군 말잣딸아기가 남편을 보고 큰부인이 어디를 갔느냐고 물으니 남편은 마라도로 귀양을 보냈다고 한다. 말잣딸아기가 대국의 대부인을 하찮은 일로 귀양을 보내면 소국의 소부인은 어찌하겠느냐며 아직 정이 덜 든 자기가 떠나겠다고 하니, 남편은 그러면 큰부인의 귀양을 풀고 그녀를 데리고 와 같이 살자고 한다. 첩이 마라도로 가보니 큰부인이 일곱 아기를 낳은 터라 작은부인이 함께 돌아가자고 했다.
큰부인은 첩을 보고 “나의 죄목을 풀려면 업게 일곱, 기저귀 일곱, 산파 일곱을 모두 차려 오라”고 했다. 첩이 집으로 돌아와 업게 일곱, 기저귀도 일곱, 산파도 일곱을 가지고 대정 마으렛섬으로 들어가니 큰부인이 첩을 보고 “너는 일곱 아기와 위로 먼저 가라”고 했다. 그리고 자신은 아기를 낳느라고 속이 비어 바닷가로 가면서 개보말(바닷가의 고동)이나 주워 먹으며 가겠다고 했다.
첩이 일곱 아기와 업게를 거느리고 오는 도중 한 아기가 상동낭 가지에 걸려 떨어져 사라졌다. 나중에 큰부인이 보니 아기 하나가 없어 작은부인에게 화를 내자, 작은부인은 다시 온 길을 더듬어 가서 상동낭 가지에 걸려 떨어져 있는 아기 하나를 발견했다. 큰부인이 띠밭에 누워 둥그러져 버리니 몸에 온갖 옴이 생기고 까마귀가 아기씨 눈 하나를 후비어 갔다. 이 신은 몸에 물비리(옴의 일종)도 주고 당비리(옴의 일종)도 주며 허벅지에는 종기도 주고 눈에는 안질을 불러 주는 신이다.

## 마라도 할망당
이 할망당(애기업개당)에 모시는 본향신(本鄕神)에 대한 슬픈 전설을 간직한채 마라도 해녀들의 험한 물질을 지켜주는 마라도 할망당이라고도 불린다.
요즘 마을사람들은 때를 따로 정해놓지 않고 정성이 부족하다 싶을때면 이곳에서 본향신에게 제를 올린다.
이곳을 찾는 누구라도 간단히 제를 올릴수 있다.

## 고양이 관련 문제
SBS TV의 《TV 동물농장》에 따르면, 고양이가 대한민국 최남단의 도서 지역에서도 계속 활보할 정도여서 섬내 생태계를 교란하는 문제점이 드러남에 따라 마라도에서는 길고양이의 번식 이슈로 인해 지역 주민, 관광객 등에게 해를 입히는 요소가 나온다. 그래서 문제의 고양이들은 동물자유연대에 요청하여 중성화 수술이 요구되자, 마라도에 서식한 길고양이는 일부 개체수에 한하여 중성화 수술을 받은 바 있다.

## 갤러리

마라도의 풍경사진
마라도에서 보이는 제주도의 모습
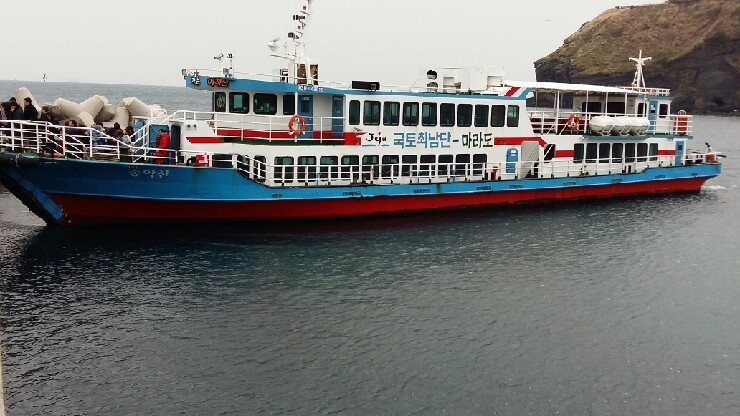
마라도로 가는 선박
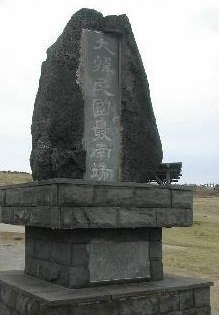
대한민국 최남단 표지석
마라도의 등대

## 같이 보기
- 가파도
- 이어도
- 문섬·범섬
- 우도